# Defender (jeu vidéo, 2002)
Pour les articles homonymes, voir Defender.
Defender est un jeu vidéo de combat aérien développé et édité par Williams Electronics, sorti en 2002 sur GameCube, PlayStation 2, Xbox et Game Boy Advance.

## Accueil
- IGN : 7,1/10[1]
- Jeux vidéo Magazine : 10/20 (PS2)[2] - 5/20 (GBA)[3] - 5/20 (XB)[4]